# سحناوات
سحناوات (الاسم العلمي: Thermomicrobia) هي مجموعةٌ من البكتيريا أليفة الحرارة الخضراء اللاكبريتية (بالإنجليزية: green non-sulfur bacteria)‏ حتى عام 2004 صنفت على أنها شعبة مستقلة بداتها.